# Ейсмонт Валерій Володимирович
Валерій Володимирович Е́йсмонт (12 квітня 1945, Яготин — 4 липня 1999, Суми) — український художник; член Спілки радянських художників України з 1988 року.

## Біографія
Народився 12 квітня 1945 року в місті Яготині (нині Київська область, Україна). 1967 року закінчив Орловський педагогічний інститут; у 1975 році Харківський художньо-промисловий інститут, де навчався, зокрема, у Євгена Єгорова, Бориса Косарєва, Олександра Хмельницького.
Упродовж 1975—1999 років працював у Сумському відділенні Художнього фонду України. Мешкав у Сумах в будинку на вулиці Августовській, № 9, квартира № 15. Помер у Сумах 4 липня 1999 року.

## Творчість
Працював у галузях станкового живопису і монументального мистецтва. Серед робіт:
- живописні полотна: «Дівчинка» (1988), «Протиріччя» (1994, полотно, олія), «Будьмо здорові, Валентине!» (1995, картон, темпера), «Депресія» (1995);
- мозаїки у Сумах на фасаді міської дитячої лікарні (1986)[2]; фоє університету (1988, у співавторстві).

Брав участь в обласних, республіканських, всесоюзних і зарубіжних мистецьких виставках з кінця 1970-х років. Персональна посмертна виставка відбулася у Сумах у 2001 році. 
Деякі роботи зберігаються у Сумському художньому музеї.